# سي. إف. نيلسون برات
سي. إف. نيلسون برات هو سياسي أمريكي، ولد في 4 فبراير 1891 في Saugus, Massachusetts ‏ في الولايات المتحدة، وتوفي في 5 نوفمبر 1968 في Saugus General Hospital ‏ في الولايات المتحدة. نشط حزبياً في الحزب الجمهوري. وقد انتخب عضو مجلس نواب ماساتشوستس ‏.